# Кавад I
Кавад I' (*kwʾt, 473 —531) — шахиншах Персії у 488—496 та 498—531 роках.

## Життєпис

### Молоді роки
Походив з династії Сасанідів. Син Пероза, шах-ін-шаха Персії. Народився у 473 році. Після поразки персів у 484 році у битві при Гераті з ефталітами Кавад брав участь у боротьбі з останніми, що спустошили східні сатрапії Персії.
У 485 році перебрався до Ктесифона, де тоді шах-ін-шахом став Балаш. Під тиском частини знаті Кавада було ув'язнено, але йому швидко вдалося втекти до ефталітів.

### Перше володарювання
У 488 році повернувся та вступив у боротьбу за владу, поваливши стрийка Балаша. Було страчено низку вищих аристократів, новим канарангом (військовим очільником північно-східного кордону Персії) поставив Адергодунбада. Недовіряючи вищій аристократії та жерцям, шах Кавад I підтримав рух на чолі із Маздаком. Спираючись на маздакитів вдалося завдати суттєвого удару по політичній та фінансовій владі знаті та жерців. Кавада I сприяв Маздаку поки це було в його інтересах. Зрештою у 493 році Каваду I вдалося повалити найбільш впливового сановника та очільника вищої аристократії Сухру з могутнього роду Каренідів.
Водночас боротьба з вищими верствами призвела до внутрішніх конфліктів, чим скористався Вахтанг I, цар Іберії, який остаточно оголосив себе незалежним від Персії. З 490 року Кавада I намагався підкорити Іберію, проте це вдавалося на нетривалий час. Лише Іберію було сплюндровано.
Разом з тим знать вирішила чинити спротив діям шах-ін-шаха, у 496 році вчинивши заколот, в результаті У 496 році Кавада I було повалено і запроторено до «вежі забуття» в Еламі. Новим володарем держави став його брат Замасп.

### Друге володарювання
З ув'язнення Кавад втік до ефталітів, де набув їх підтримку, одружившись з дочкою ефталітського правителя. З їх допомогою в 498 році він повернув трон. Натомість передав ефталітам Чаганіан.
Кавад I продовжив боротьбу зі знаттю. Він шукав союзу з візантійцями, проте імператор Анастасій I відмовив йому в підтримці. Шах-ін-шах надав прихильникам маздакізму важливі посади в державі. Одним з перших осіб в державі став сам Маздак. Його прихильники захоплювали майно знаті і передавали його біднякам.
У 502 році Кавад I в союзі з ефталітами почав військові дії проти Візантійської імперії. У 502—503 роках було захоплено важливі міста Феодосіополь та Аміда. Війна завершилася в 505 році. За мирною угоду Персія отримала землі у північній Месопотамії, та Вірменії. У 505—506 роках Кавад I відбив також навалу хозарів до Вірменії та Кавказької Албанії.
Зміцнивши владу в середині держави та здобувши повагу з боку сусідів, Кавада I розпочав розбудову Персії. За наказом шах-ін-шаха було зведено міста Арраджан, Хулван, Кобад-Хуррем, було безліч інших закладених їм міст і селищ, виритих каналів і побудованих мостів. При Каваді I також розпочато підготовку до внутрішніх реформ, що завершилися при сині — Хосрові I Анушірвані.
Деякий час надавав прихисток несторіанцям, що втекли з Візантії. Втім вже у 510-х роках почалися гоніння на християн, частину яких було страчено й майно конфісковано. Водночас встановлено торгівельні відносини з державами Північної Індії — державою Майтрака, Матхурою і царством Вакатаків. У 518 році встановлено дипломатичні стосунки з державою Північна Вей, що призвело у 520-х роках до тривалих торгівельних відносин. Торгівля з цими державами Персія здійснювала як посередник між Китаєм, Індією та Європою в торгівлі шовком та спеціями.
У 523 році Гурген, цар Іберії, повстав проти перського панування, але зазнав поразки від перських військ і сховався в Візантії у імператора Юстина I, а в Тифлісі став правити марзбан, якого призначив Кавад I. Рівновага сил на Кавказі знову похитнулося на користь Персії. У 524 році Кавада I започаткував перемовини з імператором Юстином I, але без результату.
У 526 році візантійські війська під командуванням військовиків Сіти і Велізарія вдерлися до Перської Вірменії та Месопотамії. Ця війна почала початок тривалому конфлікту, який не завершився за життя Кавада I. У 527 році арабські війська, васальні Персії, сплюндрували візантійські райони Сирії.
До кінця правління шахиншах порвав з маздакітами і за допомогою свого третього сина Хосрова у 528—529 роках влаштував знищення очільників маздакизму, оскільки він став загрожувати власне владі шах-ін-шаха. Маздака був звинувачений у відступництві і страчений. Після цього маздакистський рух занепав.
У 529 році візантійський імператор Юстиніан I наказав розпочати нову військову кампанію проти Персії. У липні 530 року Велізарій завдав поразки персам у битві при Дарі. Втім вже у квітні 531 року війська Кавада I у битві під містом Каллініком на березі Євфрату завдали візантійцям поразки, а потім почали облогу Мартирополя, яка розтягнулася на багато місяців. Все це далося персам занадто великими затратами.
Візантійський хроніст Іоанн Малала зазначив у своїй «Хронографі», що саме військові втрати та невдачі при облозі Мартирополя стали причиною смерті шах-ін-шаха Кавада I 8 вересня 531 року схопив удар, прохворівши 5 днів, він помер 12 або 13 вересня 531 року. Новим володарем став його син Хосров I, який був співволодарем Кавада I з 529 року.

## Родина
1. Дружина — Пероздухт
Діти:
- Кабус (д/н-530/537), шах Падішваргана (сучасний Мазендаран і Гілянь)
- Замасп

2. Дружина — Нівандухт, ефталітська принцеса
Діти:
- Хосров (531—579)
- Ксеркс